# Список об'єктів Світової спадщини ЮНЕСКО в Канаді
У списку об'єктів Світової спадщини ЮНЕСКО в Канаді налічується 20 найменувань (станом на 2022 рік).
У цій таблиці об'єкти розташовано в порядку їх додавання до списку Світової спадщини ЮНЕСКО.
| №  | Зображення | Назва | Місцеположення                       | Час створення                                | Час внесення до списку | №                                                   | Критерії         |
| -- | ---------- | --- | ------------------------------------ | -------------------------------------------- | ---------------------- | --------------------------------------------------- | ---------------- |
| 1  |            | Державна історична пам'ятка Л'Анс-о-Медовз (англ. L’Anse aux Meadows National Historic Site, фр. Lieu historique national de L’Anse aux Meadows)                                                              | Ньюфаундленд і Лабрадор              | XI століття                                  | 1978                   | 4 [Архівовано 24 грудня 2018 у Wayback Machine.]    | vi               |
| 2  |            | Національний парк Наганні (англ. Nahanni National Park Reserve, фр. Réserve de parc national de Nahanni) | Північно-Західні території           | 1976                                         | 1978                   | 24 [Архівовано 24 грудня 2018 у Wayback Machine.]   | vii, viii        |
| 3  |            | Провінційний парк Динозавр (англ. Dinosaur Provincial Park, фр. Parc provincial Dinosaur) | Альберта                             | 1955                                         | 1979                   | 71 [Архівовано 24 грудня 2018 у Wayback Machine.]   | vii, viii        |
| 4  |            | Клуоні / Врангеля – св. Іллі / Глейшер-Бей / Татшеншини-Алсек (англ. Kluane / Wrangell – St. Elias / Glacier Bay / Tatshenshini-Alsek, фр. Kluane / Wrangell - Saint-Élie / Glacier Bay / Tatshenshini-Alsek) | Юкон, Британська Колумбія            | 1980 (Національний парк Врангеля — св. Іллі) | 1979 спільно з США     | 72 [Архівовано 24 грудня 2018 у Wayback Machine.]   | vii, viii, ix, x |
| 5  |            | Гед-Смешт-Ін-Баффало-Джамп (англ. Head-Smashed-In Buffalo Jump, фр. Précipice à bisons Head-Smashed-In) | Форт-Маклауд                         | —                                            | 1981                   | 158 [Архівовано 24 грудня 2018 у Wayback Machine.]  | vi               |
| 6  |            | Національний парк Ґваї Гаанас (англ. SGang Gwaay Llnaagay, фр. SGang Gwaay Llnaagay) | Острів Ентоні                        | 1988                                         | 1981                   | 157 [Архівовано 24 грудня 2018 у Wayback Machine.]  | iii              |
| 7  |            | Національний парк Вуд-Баффало (англ. Wood Buffalo National Park, фр. Parc national Wood Buffalo) | Північно-Західні території, Альберта | 1922                                         | 1983                   | 256 [Архівовано 24 грудня 2018 у Wayback Machine.]  | vii, ix, x       |
| 8  |            | Парки Канадських Скелястих гір (англ. Canadian Rocky Mountain Parks, фр. Parcs des montagnes Rocheuses canadiennes)                                                                                           | Альберта, Британська Колумбія        | —                                            | 1984, 1990             | 304 [Архівовано 24 грудня 2018 у Wayback Machine.]  | vii, viii        |
| 9  |            | Старий Квебек (англ. Historic District of Old Québec, фр. Arrondissement historique du Vieux-Québec) | Квебек                               | 1750                                         | 1985                   | 300 [Архівовано 24 грудня 2018 у Wayback Machine.]  | iv, vi           |
| 10 |            | Національний парк Ґрос-Морн (англ. Gros Morne National Park, фр. Parc national du Gros-Morne) | Корнер-Брук                          | 1973                                         | 1987                   | 419 [Архівовано 24 грудня 2018 у Wayback Machine.]  | vii, ix          |
| 11 |            | Історичне місто Луненбург (англ. Old Town Lunenburg, фр. Le Vieux Lunenbourg) | Нова Шотландія                       | 1753                                         | 1995                   | 741 [Архівовано 24 грудня 2018 у Wayback Machine.]  | iv, v            |
| 12 |            | Міжнародний парк миру Вотертон-Ґлейшер (англ. Waterton Glacier International Peace Park, фр. Parc international de la paix Waterton-Glacier)                                                                  | Альберта                             | 1932                                         | 1995 спільно з США     | 354 [Архівовано 12 квітня 2012 у WebCite]           | vii, ix          |
| 13 |            | Національний парк Мігуаша (англ. Miguasha National Park, фр. Parc national de Miguasha) | Кампбеллтон (Нью-Брансвік)           | 1985                                         | 1999                   | 686 [Архівовано 24 грудня 2018 у Wayback Machine.]  | viii             |
| 14 |            | Канал Рідо (англ. Rideau Canal, фр. Canal Rideau) | Оттава і Кінгстон (Онтаріо)          | 1832                                         | 2007                   | 1221 [Архівовано 24 грудня 2018 у Wayback Machine.] | i, iv            |
| 15 |            | Скелі зі скам'янілостями в Джоггінсі (англ. Joggins Fossil Cliffs, фр. Falaises fossilifères de Joggins) | Нова Шотландія                       | —                                            | 2008                   | 1285 [Архівовано 24 грудня 2018 у Wayback Machine.] | viii             |
| 16 |            | Національний історичний об'єкт Ґран-Пре (англ. Landscape of Grand Pré, фр. Le Paysage de Gran Pré) | Провінція: Нова Шотландія            | з XVIII століття                             | 2012                   | 1404 [Архівовано 12 лютого 2015 у Wayback Machine.] | v, vi            |
| 17 |            | Китобійна станція Ред-Бей (англ. Red Bay Basque Whaling Station, фр. Station baleinière basque de Red Bay) | Провінція: Ньюфаундленд і Лабрадор   | XVI—XVII століття                            | 2013                   | 1412 [Архівовано 26 лютого 2015 у Wayback Machine.] | iii, iv          |
| 18 |            | Містейкен Поїнт (англ. Mistaken Point, фр. Mistaken Point) | Провінція: Ньюфаундленд і Лабрадор   | 1984                                         | 2016                   | 1497                                                | viii             |
| 19 |            | Пімачіовін-Акі (англ. Pimachiowin Aki, фр. Pimachiowin Aki) | Провінція: Манітоба, Онтаріо         | —                                            | 2018                   | 1415                                                | iii, vi, ix      |
| 20 |            | Райтін-он-Стоун (англ. Writing-on-Stone, фр. Writing-on-Stone) | Провінція: Альберта                  | 1800 рік до н. е.                            | 2019                   | 1597                                                | iii              |